# Kapfenberg
Kapfenberg is een stad in het noorden van de Oostenrijkse deelstaat Stiermarken aan de Mürz. De gemeente behoort tot het district Bruck-Mürzzuschlag en heeft 22.138 inwoners (2022). Kapfenberg zelf telt 3103 inwoners, de rest woont in de omliggende ortschaften, waaronder Parschlug, dat in 2015 werd geannexeerd.
Kapfenberg onderhoudt sinds 1963 een stedenband met het Duitse Frechen.

## Geboren
- Ylli Sallahi (6 april 1994), voetballer

Stadsgemeenten:
Bruck an der Mur · Kapfenberg · Kindberg · Mariazell · Mürzzuschlag

Marktgemeenten:
Aflenz · Breitenau am Hochlantsch · Krieglach · Langenwang · Neuberg an der Mürz · Sankt Barbara im Mürztal · Sankt Lorenzen im Mürztal · Sankt Marein im Mürztal · Thörl · Turnau

Overige gemeenten:
Pernegg an der Mur · Spital am Semmering · Stanz im Mürztal  · Tragöß-Sankt Katharein
- Gemeinsame Normdatei: 4314399-4
- Library of Congress Control Number: n2004113063
- MusicBrainz: 996b0bdb-041c-4a61-b9cc-b6bc25ec0449
- Nationale Bibliotheek van Tsjechië: ge471747
- Nationale Bibliotheek van Israël: 987007467862605171
- Virtual International Authority File: 128047752
- WorldCat: E39PBJrgGGWGPJbY7fFcybK68C